# Craniophora jankowskii
Craniophora jankowskii är en fjärilsart som beskrevs av Charles Oberthür 1880. Craniophora jankowskii ingår i släktet Craniophora och familjen nattflyn. Inga underarter finns listade i Catalogue of Life.